# Anh thời Phục Hưng
Thời phục hưng nước Anh là một phong trào văn hóa nghệ thuật ở Anh có niên đại từ cuối thế kỷ 15 và đầu thế kỷ 16 cho đến đầu thế kỷ 17. Nó gắn liền với thời kỳ Phục hưng ở châu Âu và thường được xem như khởi đầu tại Ý vào cuối thế kỷ 14. Phong trào này đạt đỉnh cao vào giữa thế kỷ 16 trong thời đại Elizabeth.

## Văn học
Nước Anh đã có một truyền thống lâu đời về văn học bằng tiếng bản xứ mà dần dần tăng lên khi việc sử dụng tiếng Anh trong việc in ấn báo chí trở nên hổ biến vào giữa thế kỷ 16. Một số tác giả, tác phẩm nổi bật như The Faerie Queene của Edmund Spenser, William Shakespeare, Thomas Wyatt.
Nghệ thuật sân khấu vốn chỉ phổ biến trong triều đình và giới quý tộc thì giờ đây được biểu diễn rộng rãi với công chúng trong các nhà hát với một loạt các nhà viết kịch như Christopher Marlowe, Ben Jonson và William Shakespeare.
Triết gia và trí thức bao gồm Thomas More và Francis Bacon. Tất cả các vị vua của Tudor vào thế kỷ 16 đều được hưởng một nền giáo dục tốt. Nội dung một số cuốn sách như Book of Common Prayer xuất bản lần đầu năm 1549 đã có tác động lâu dài với văn học nước Anh thời phục hưng.

## Nghệ thuật thị giác
Nghệ thuật thị giác phát triển rất chậm vào thời phục hưng ở Anh. Các nghệ sĩ của vương triều Tudor chủ yếu là từ nước ngoài. Nghệ thuật tôn giáo từ thời trung cổ gần như bị tàn lụi. Mỹ thuật Anh đã bị thống trị bởi nghệ thuật vẽ chân dung và sau đó là nghệ thuật vẽ phong cảnh.
Phong cách vẽ chân dung thu nhỏ trở nên thống trị. Có một số nghệ sĩ nổi bật như Hans Holbein, Lucas Horenbout, Nicolas Hilliard, Isaac Oliver.

## Âm nhạc
Âm nhạc nước Anh thời phục hưng có sự tương tác chặt chẽ với lục địa hơn là nghệ thuật thị giác. Có sự tương quan trong âm nhạc Anh và Ý, chủ yếu là thể loại madrigal nhưng đậm chất Anh.
Có một số nhà soạn nhạc nổi bật như William Byrd, Thomas Tallis, Thomas Morley, và John Dowland. Thomas Tallis đã chịu ảnh hưởng bởi phong cách đơn âm của trường Venetian, William Byrd chịu ảnh hưởng của trường Roman.

## Kiến trúc
Mặc dù một số tòa nhà trong một theo phong cách thời Phục hưng phần nào từ triều đại của Henry VIII, đặc biệt là cung điện Hampton Court, mãi cho đến kiến trúc thời Elizabeth vào cuối thế kỷ thì phong cách thời Phục hưng thật sự nổi lên, ảnh hưởng rất nhiều bởi Bắc Âu hơn Ý. Các tòa nhà nổi tiếng nhất là nhà ở lớn xây dựng cho cận thần.
Đặc trưng có các công trình lớn như Hardwick Hall, Wollaton Hall, Hatfield House và Burghley House. Phong cách tiếp tục vào đầu thế kỷ 17 trước khi phát triển thành kiến trúc Jacobean như Little Moreton Hall.